# Nijni Baskuntxak
Nijni Baskuntxak (en rus: Нижний Баскунчак) és un poble (un possiólok) de l'óblast d'Astracan, a Rússia, segons el cens del 2021 tenia 2.391 habitants.